# Lars Burmeister
Lars Burmeister (Amburgo, 26 aprile 1984) è un modello tedesco.

## Carriera
Nato ad Amburgo nel 1984, Lars Burmeister lavora sino al 2004 come meccanico, anno in cui viene messo sotto contratto dall'agenzia di moda Ford Models. Nel settembre dello stesso anno debutta sulle passerelle di New York sfilando per Perry Ellis e posando per il catalogo di Louis Vuitton. L'anno successivo viene scelto come testimonial di Hugo Boss (contratto che rinnoverà anche per il 2006), e sfila a Milano per D&G, Dolce & Gabbana e Versace e successivamente per Giorgio Armani, Valentino e Y-3.
L'esperienza lavorativa con Armani, permette a Lars Burmesteir di essere scelto nel 2007 come protagonista della campagna pubblicitaria televisiva del profumo Acqua di Giò, che regala al modello grande visibilità, e attirando su di lui l'interesse di numerose case di moda internazionali. Dal 2007 infatti sfila per Michael Kors, Bottega Veneta, Dolce & Gabbana, Etro, Cavalli, Iceberg e Missoni. Lavora anche per le pubblicità di Gap, Bloomingdale's e Zara, e compare sulla copertina di Euroman e su V Men e Vogue Germania

## Agenzie
- Bananas Models - Parigi
- Elite Milan - Milano
- Ford Models - New York
- NEXT Model Management - Vienna